# Paul Marie Eugène Vieille
Paul Marie Eugène Vieille (Paris, 2 de setembro de 1854 – Paris, 14 de janeiro de 1934) foi um químico francês. Inventou a pólvora sem fumaça em 1884. Veille foi um membro da Académie des Sciences.

## Biografia
Se Paul Vieille é apaixonado por física, química, termodinâmica e balística, suas preferências vão para a mecânica. Estudante do Lycée Thiers, então se formando na École Polytechnique em 1875, ele escolheu o corpo militar de engenheiros de pólvora e explosivos e ingressou no Departamento de Estudos do Corpo de Pólvora. De 1882 a 1913, foi tutor, professor de física e examinador da École Polytechnique; acabou com essas funções, pela deontologia, quando seu filho Henri ingressou na Escola em 1912.
Em 1884, ele inventou a pólvora sem fumaça. As vantagens deste em relação à antiga pólvora negra, fizeram com que fosse rapidamente adotado, tanto para armas de pequeno porte quanto para artilharia:
- reduz em dois terços a quantidade de pólvora necessária para carregar munição de infantaria e artilharia;
- gera incrustações insignificantes das armas;
- sem gerar mais fumaça, fica mais difícil localizar a área de onde vêm os tiros.

Já em 1886, a França o usava no rifle Lebel modelo 1886. As outras potências militares da época logo o seguirão.

Em 1904, foi nomeado engenheiro geral de pós e diretor do Laboratório Central de pós e salitre em Paris. No mesmo ano, foi eleito membro da Academia de Ciências.